# Tribu Winnebago de Nebraska
La Tribu Winnebago de Nebraska és una de les dues tribus reconegudes federalment dels amerindis Ho-Chunk. L'altra tribu Ho-Chunk és la Nació Ho-Chunk de Wisconsin. El nom Winnebago prové del terme algonquí "Gent de l'Aigua Bruta."

## Reserva
La reserva índia Winnebago, establida en 1863, es troba als comtats de Thurston i Dixo, Nebraska i al comtat de Woodbury (Iowa). Té una superfície total de 27.637 acres. En 1990 vivien a la reserva un total de 1.151 membres de la tribu.

## Govern
La Tribu Winnebago de Nebraska té la seu a Winnebago (Nebraska). La tribu és governada per un consell general escollit democràticament. L'actual president de la tribu és John Blackhawk.

## Llengua
La tribu winnebago parla anglès i hocąk, propera al chiwere i part de la família de les llengües siouan.

## Desenvolupament econòmic

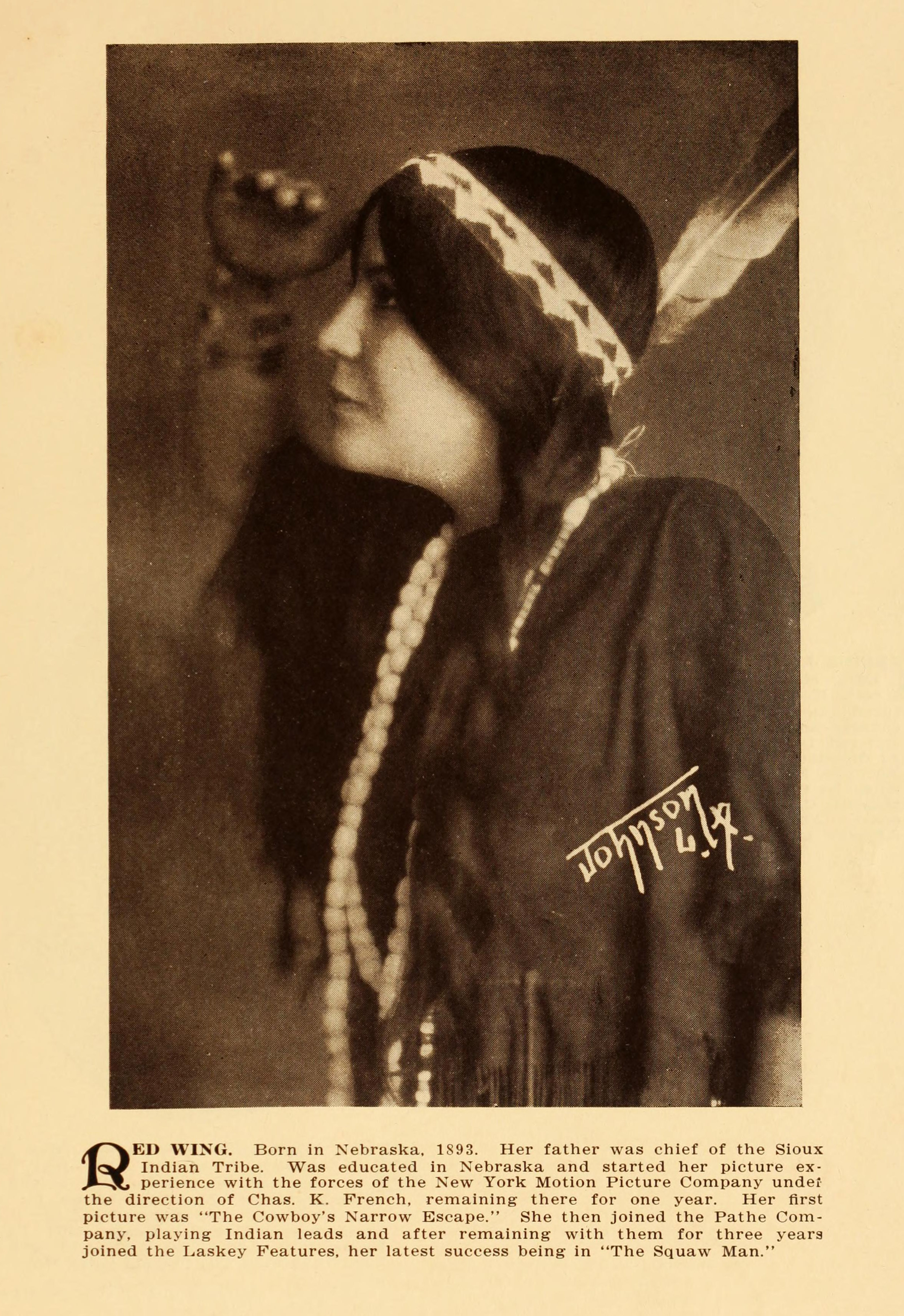
Lillian St. Cyr, coneguda com a Red Wing (1884–1974), actriu winnebago de cinema mut

Ho-Chunk, Inc. és l'empresa de la tribu que proporciona serveis de construcció, professionals i productes comercials i de consum. la Tribu Winnebago Tribe també posseeix i opera el Casino Winna Vegas, hotel, i Flowers Island Restaurant i Buffet, tots situats a Sloan (Iowa).

## Notables membres tribals
- Joba Chamberlain (n. 1985), pitcher de beisbol
- Angel De Cora (1871–1919), artista, educadora, i activista ameríndia
- Terri Crawford Hansen (n. 1953), periodista
- Henry Roe Cloud (1884–1950), educador, primer amerindi llicenciat a Yale
- Lillian St. Cyr, coneguda com a Red Wing (1884–1974), actriu winnebago de cinema mut.

## Vegen també
- Mitologia ho-chunk
- Little Priest Tribal College